# Cathy L. Lanier

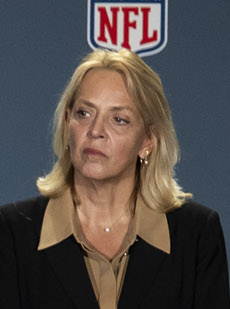
Cathy Lanier (2025)

Cathy Lynn Lanier, née le 22 juillet 1967 à Tuxedo dans l'État du Maryland aux États-Unis, est la Chief of Police (en) du Département de Police Métropolitaine du District of Columbia (MPDC). Elle a été nommée par Adrian Fenty en janvier 2007, succédant à Charles H. Ramsey.  Elle est la première femme à atteindre ce poste. En mai 2012, Vincent C. Gray renouvelle son contrat pour cinq ans.

## Source de la traduction
- (en) Cet article est partiellement ou en totalité issu de l’article de Wikipédia en anglais intitulé « Cathy L. Lanier » (voir la liste des auteurs).